# Sant Romà de Valldarques
Sant Romà de Valldarques és un monument del poble de Valldarques, al municipi de Coll de Nargó (Alt Urgell), protegit com a bé cultural d'interès local.

## Descripció
Edifici religiós d'una nau amb absis rodó i coberta amb volta de canó. L'estructura obrada en pedra rústica escairada. L'absis adornat amb un fris en dents de serra. La torre campanar consta de tres pisos sobre socalada. Es conserven restes de pintura a la façana N del campanar.